# Vierzehn Nothelfer

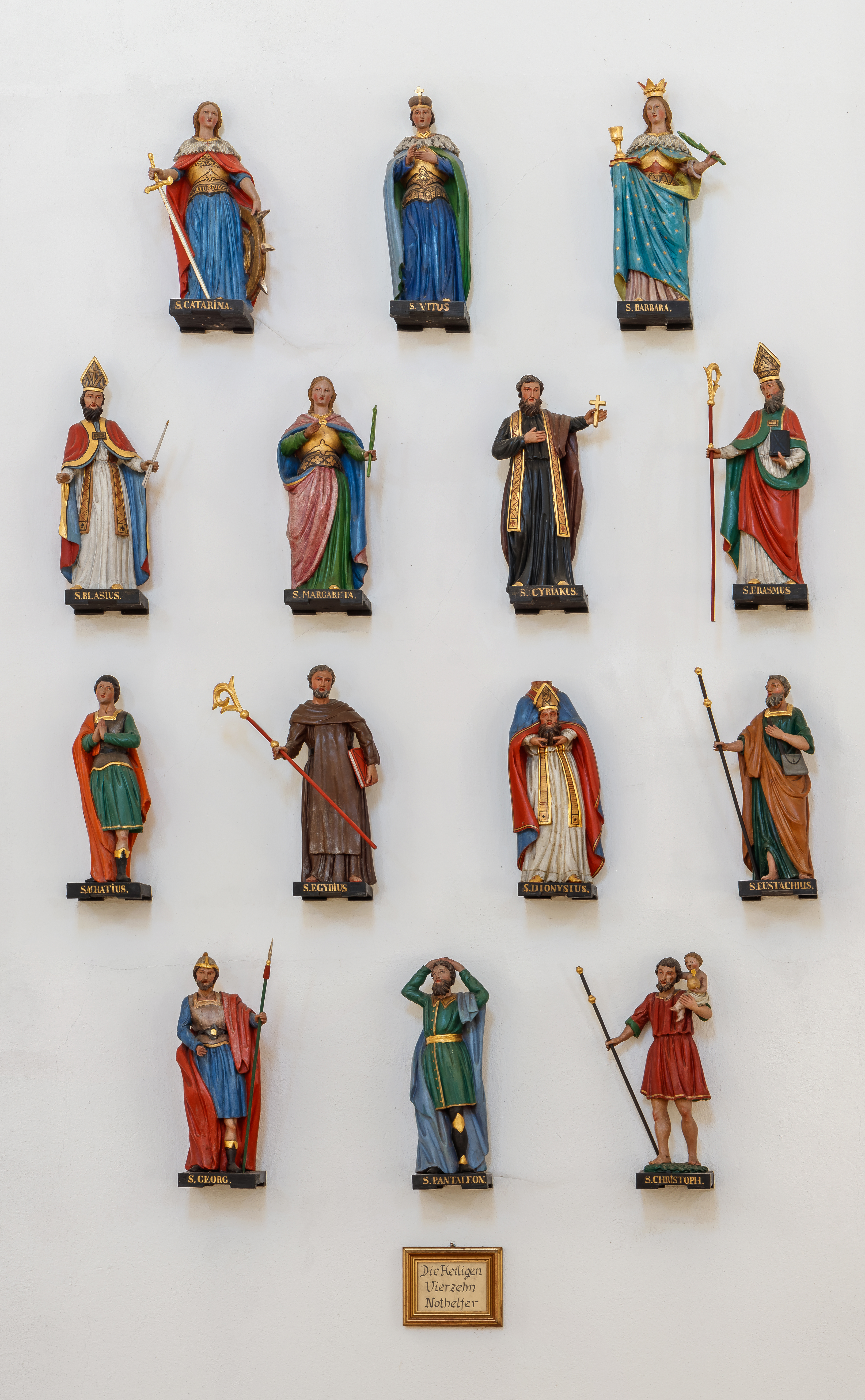
Statuetten der Vierzehn Nothelfer in der Michaelskapelle, Untergrombach

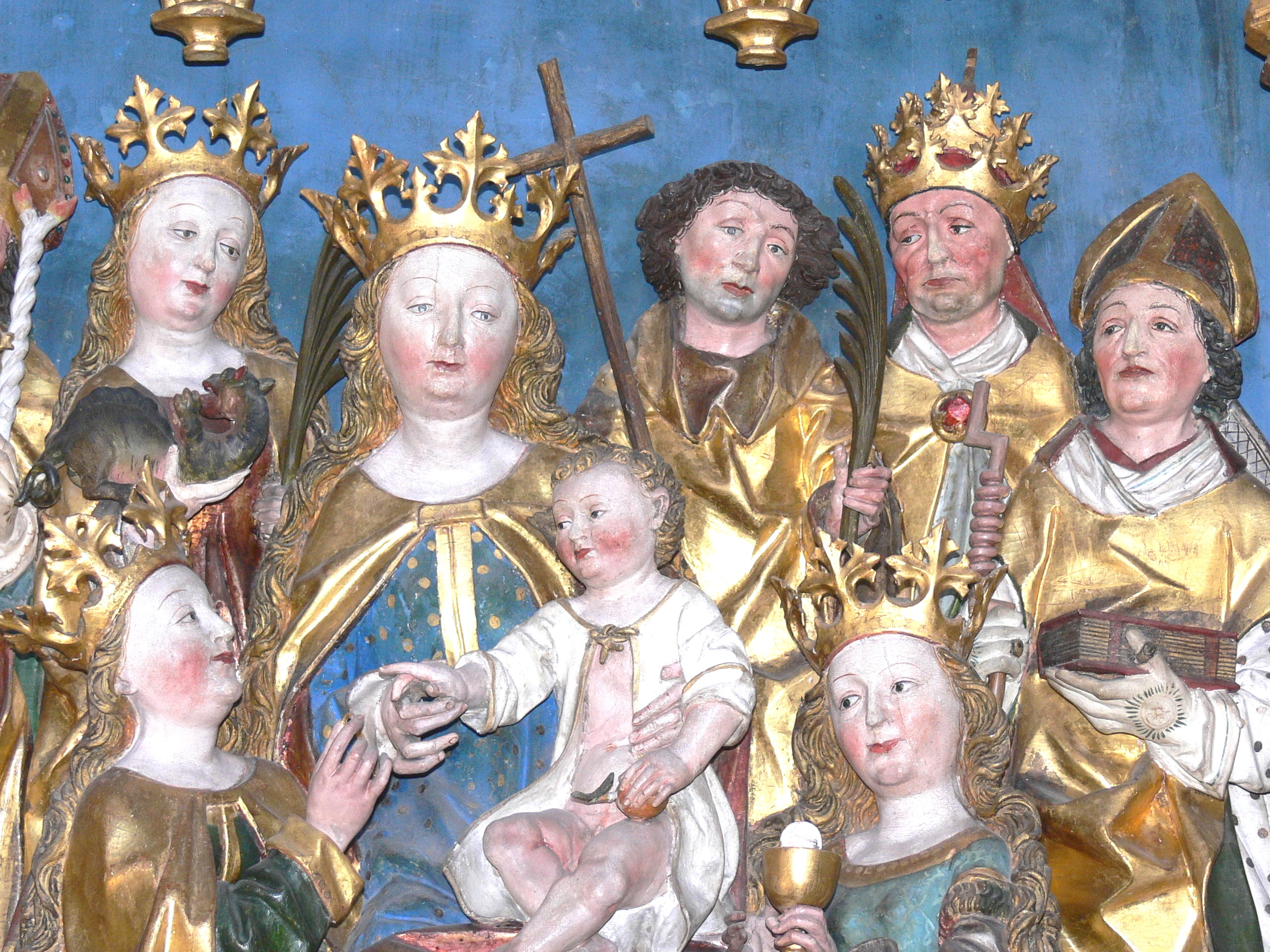
Altar der Vierzehn Nothelfer von 1498 im Münster des ehemaligen Klosters Heilsbronn: mystische Vermählung der hl. Katharina mit Christus. Vorn rechts kniend die heilige Barbara, in der zweiten Reihe (von links nach rechts) die heiligen Margareta, Cyriacus, Papst Sixtus, Erasmus.

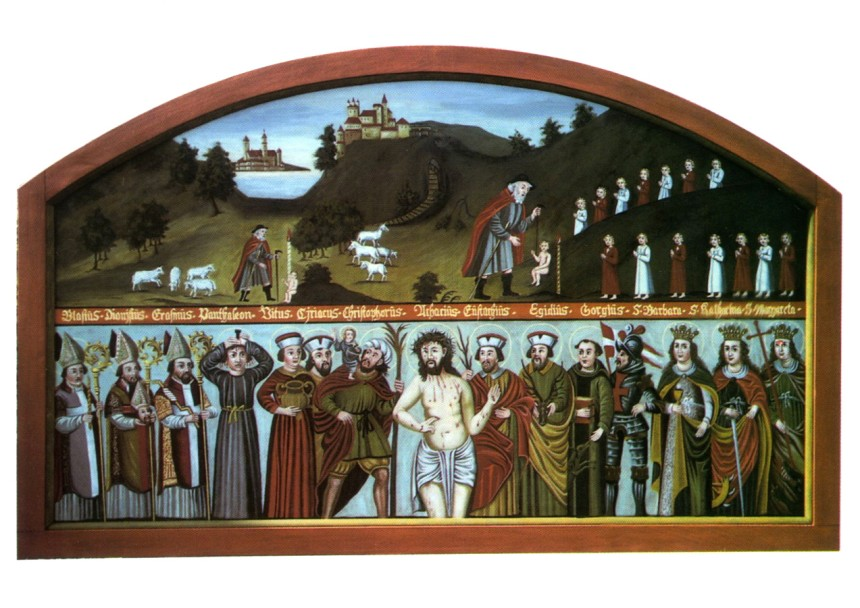
Gemälde der Vierzehn Nothelfer mit Darstellung der Burg Dobl

Die Vierzehn Nothelfer sind vierzehn Heilige aus dem zweiten bis vierten Jahrhundert. Die Gruppe besteht nach der sogenannten Regensburger Normalreihe aus drei weiblichen und elf männlichen Heiligen, von denen alle bis auf den heiligen Ägidius als Märtyrer starben. Abweichend davon gibt es regionale Varianten. In der katholischen Kirche werden die Nothelfer als Schutzpatrone im Gebet angerufen. In der evangelischen Kirche gelten sie allgemein als Vorbilder im Glauben, sofern sie überhaupt dort bekannt sind.

## Entstehung und Verbreitung
Die Entstehung der speziellen Gruppe der vierzehn Nothelfer, in der sich – regional unterschiedlich – eine feste Reihenfolge herausbildete, ist im Spätmittelalter in den Diözesen Regensburg, Bamberg und Würzburg sowie in Nürnberg auszumachen. So bestätigen etwa frühe Gebete aus Regensburger Klöstern und dem Raum Regensburg sowie Bildzeugnisse aus Klosterkirchen die Anfänge der Heiligengruppe. Darstellungen der Heiligen Oswald und Leonhard auf Fenstern von 1360 im Dom zu Regensburg weisen auf die frühe Verehrung der Nothelfer in noch nicht festgelegter Reihenfolge in der Region hin.
Dass es sich bei ihnen vorwiegend um Heilige aus dem griechisch-byzantinischen Raum handelt, erklärt sich aus den frühen kulturellen Kontakten der Stadt mit Südosteuropa. Von dort verbreitete sich die Nothelferverehrung im ganzen deutschen Sprachraum und darüber hinaus in Schweden, Ungarn und Italien. Rund 800 Kirchen trugen im Spätmittelalter das Patrozinium der Vierzehn Nothelfer, von denen einige bereits um 1300 als solche im Gebet angerufen und in Predigten erwähnt wurden. Um 1400 erschienen die Nothelfer dann in der geschlossenen Reihung.
Gemeinsam mit den Nothelfern wird oft – etwa bei Patrozinien – auch die Gottesmutter in ihrer Eigenschaft als Königin der Märtyrer und Hilfe der Christen genannt.

## Liste der vierzehn Nothelfer
| Nothelfer und Gedenktag | Nothelfer und Gedenktag                                           | Zuständigkeit | Anmerkungen |
| ----------------------- | ----------------------------------------------------------------- | --- | --- |
| 01                      | Achatius 8. Mai                                                   | Helfer bei Todesangst | Anführer der zehntausend Märtyrer, die unter Kaiser Hadrian (117–138) auf dem Berg Ararat wegen ihres Glaubens gekreuzigt worden sein sollen. |
| 02                      | Ägidius 1. September                                              | Helfer bei der Beichte und der stillenden Mütter | Der einzige Nichtmärtyrer. Gründer des Benediktinerklosters St. Ägidius (frz. Saint Gilles) in der Provence. |
| 03                      | Barbara a 4. Dezember                                             | Patronin der Sterbenden, Helferin gegen Blitz- und Feuersgefahr, Schutzpatronin der Bergleute, Geologen, Artilleristen, Gießer, Hüttenleute, Architekten, Glöckner, Glockengießer, Schmiede, Maurer, Steinmetze, Zimmerleute, Dachdecker, Elektriker, Kampfmittelbeseitiger, Pyrotechniker und Feuerwerker, Feuerwehrleute, Helfer des Technischen Hilfswerks (THW). Sie ist auch Patronin der Totengräber, Hutmacher, der Jungfrauen und der Gefangenen | Der Überlieferung nach in einen Turm eingesperrt, a misshandelt und enthauptet. |
| 04                      | Blasius 3. Februar                                                | Helfer bei Halsleiden, Geschwüren, Pest, für eine gute Beichte, Beschützer des Viehs, und Patron zahlreicher Handwerksberufe. | Bischof von Sebaste (Armenien, heute Sivas/Türkei), erlitt das Martyrium um 316 durch Enthauptung. |
| 05                      | Christophorus 25. Juli (in Deutschland auch am 24. Juli gefeiert) | Christusträger, Helfer gegen unvorbereiteten Tod, Rettung aus jeglicher Gefahr, Schutzheiliger der Reisenden, gegen Epilepsie, Unwetter, Hungersnot, Gewitter und Hagelstürme, Pest, Zahnschmerzen, schlechte Träume. Schutzpatron der Bogenschützen, Autofahrer, Seefahrer, Flößer, LKW-, Bus- und Taxifahrer, Buchbinder, Bleicher, Pförtner und der Obst- und Gemüsehändler                                                                           | 452 wurde in Chalkedon eine Kirche (Martyrion) mit dem Patrozinium des heiligen Christophoros geweiht. |
| 06                      | Cyriacus 8. August                                                | Helfer in der Todesstunde und bei teuflischen Anfechtungen | Diakon, † um 305 als Märtyrer während der Christenverfolgung in Rom. |
| 07                      | Dionysius 9. Oktober                                              | Helfer bei Kopfschmerzen, Tollwut, Gewissensnöten und Seelenleiden | Kam im 3. Jh. von Rom als Missionar nach Gallien. Der römische Statthalter ordnete seine Enthauptung an. 626 erbaute der fränkische König Dagobert I. eine nach ihm benannte Abtei mit der Kathedrale Saint-Denis, die den französischen Königen als Grablege diente. |
| 08                      | Erasmus 2. Juni                                                   | Helfer bei Leibschmerzen, Krämpfen, Koliken, Unterleibsbeschwerden und bei Magenkrankheiten; er wird angerufen bei Geburten und bei Krankheiten der Haustiere | Überlebte seine erste Marterung unter Diokletian, verließ seine Diözese und wirkte in Kampanien, † um 305 in Formia (Kampanien). |
| 09                      | Eustachius 20. September                                          | Helfer bei schwierigen Lebenslagen und bei Trauerfällen, (ursprünglicher) Schutzheiliger der Jäger | Heermeister unter Kaiser Trajan (53–117), um 120/130 unter Kaiser Hadrian wegen seines Glaubens hingerichtet. |
| 10                      | Georg 23. April                                                   | Helfer bei Kriegsgefahren, Fieber, Pest und anderem, gegen Versuchung und für gutes Wetter, und insgesamt Beschützer der Haustiere | Römischer Offizier, der als christlicher Märtyrer im frühen 4. Jh. enthauptet wurde. Ein Überlieferungszweig versteht ihn als Drachenkämpfer. |
| 11                      | Katharina a 25. November                                          | Beschützerin der Mädchen, Jungfrauen und Ehefrauen, auch Helferin bei Leiden der Zunge und Sprachschwierigkeiten, und Patronin der Gelehrten sowie auch zahlreicher Handwerksberufe | Kernstück der griechischen Urfassung der Katharina-Legende ist das Martyrium unter Kaiser Maxentius im Anschluss an einen theologischen Disput. Da das Rad zerbrach, auf dem sie gerädert werden sollte, wurde sie mit dem Schwert enthauptet. a                      |
| 12                      | Margareta a 20. Juli                                              | Patronin der Gebärenden und bei allen Wunden | Um 305 unter Diokletian enthauptet; in der Kirchenmalerei oft mit einem Drachen als Symbol des Teufels, den sie überwunden hat, dargestellt. a |
| 13                      | Pantaleon 27. Juli                                                | Patron der Ärzte und Hebammen | Arzt Kaiser Maximians, † um 305 n. Chr. während der Christenverfolgung Diokletians. |
| 14                      | Vitus (Veit) 15. Juni                                             | Helfer bei Krämpfen, Epilepsie, Tollwut, Veitstanz (Chorea Huntington), Bettnässen und Schlangenbiss, Blitz, Ungewitter und Feuersgefahr, Aussaat und Ernte Patron der Apotheker, Gastwirte, Bierbrauer, Winzer, Schmiede und Kupferschmiede, Tänzer und Schauspieler, Lahmen und Blinden, Haustiere | † als Märtyrer um 304 n. Chr. 1355 wurde sein Haupt in den Veitsdom (Prag) überführt. |

## Klassifizierung der Nothelfer

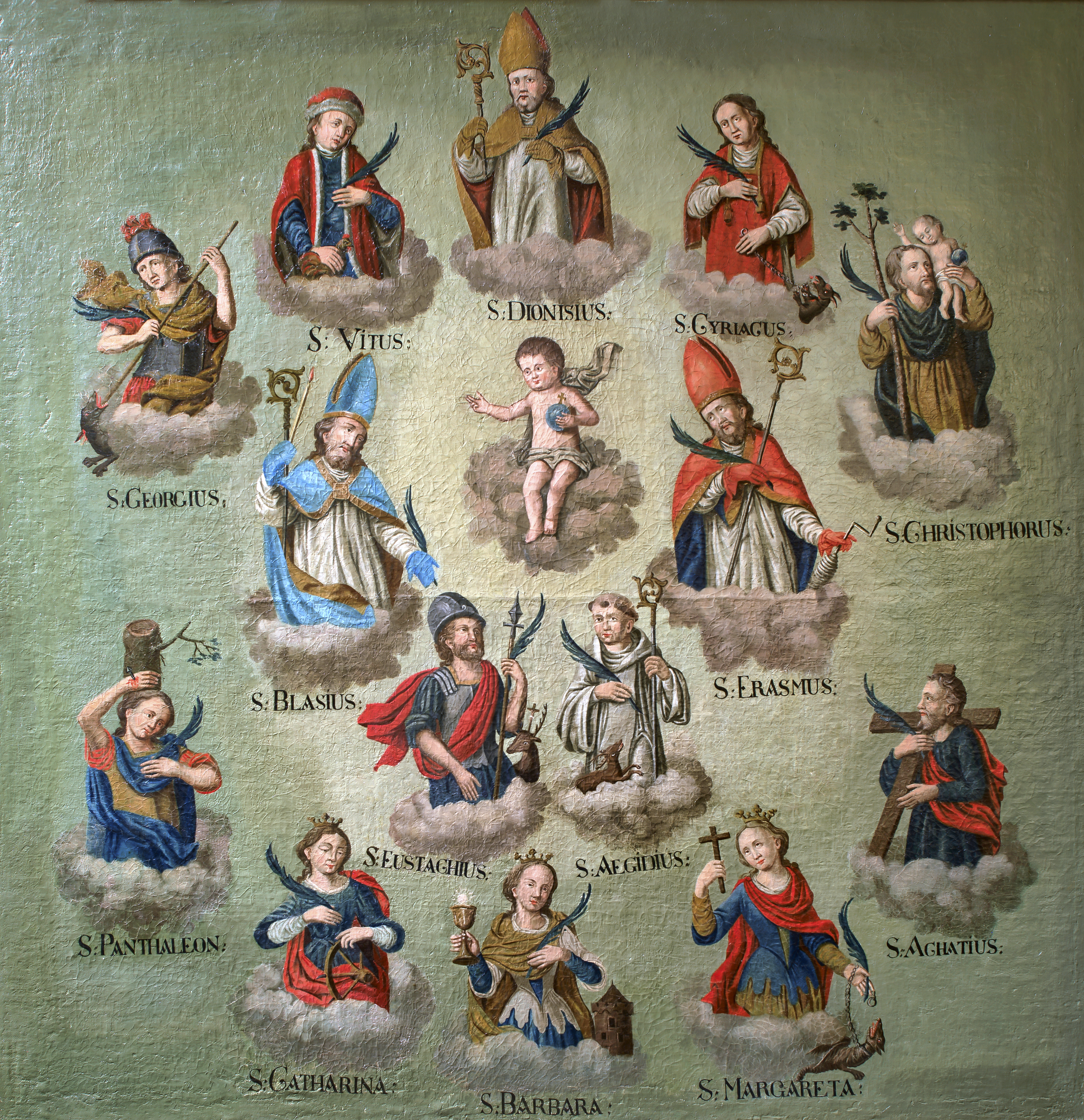
Gemälde der 14 Nothelfer in der Pfarrkirche St. Margaretha in Bruttig

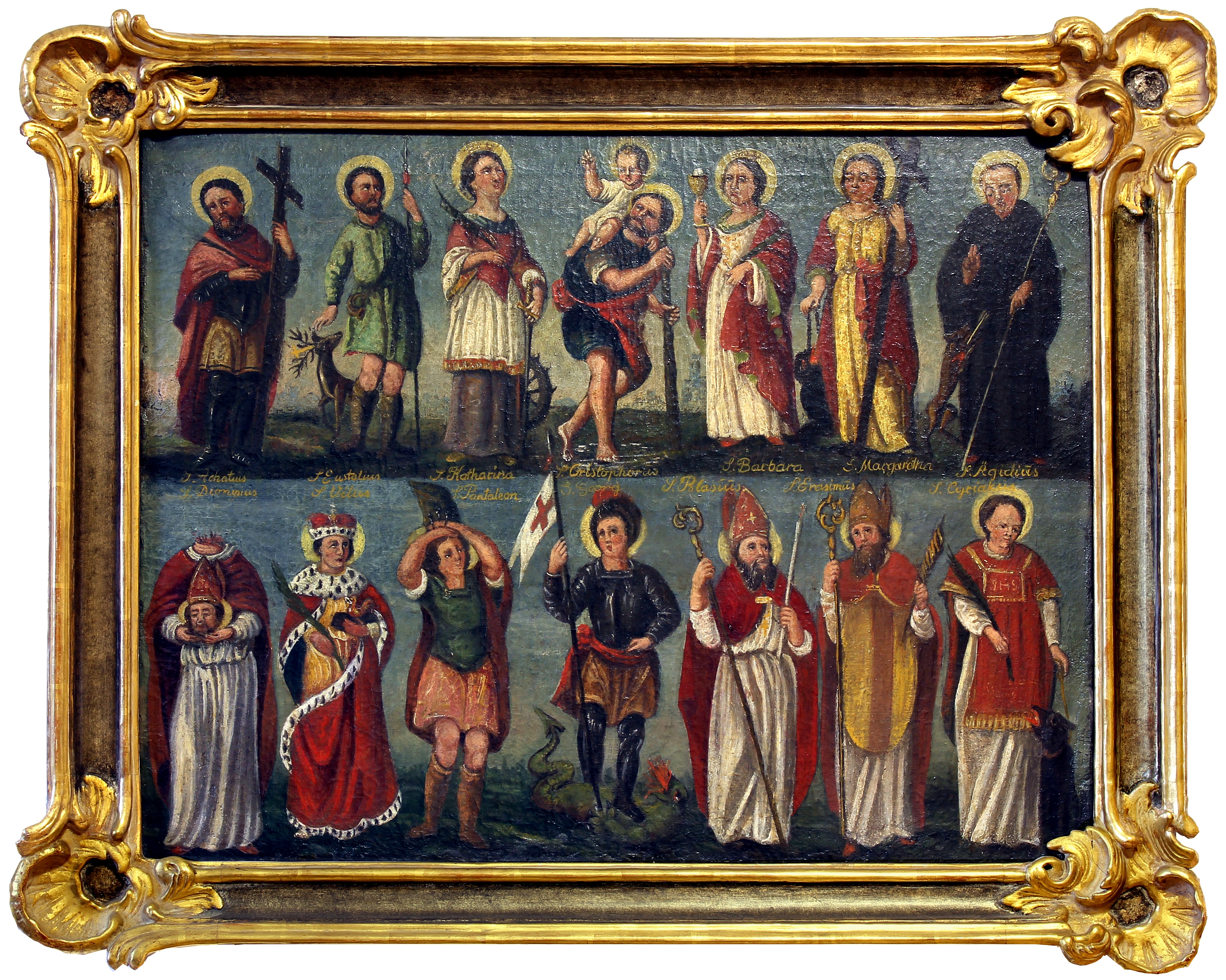
14 Nothelfer, Gemälde aus der Kapelle Am Guten Mann in Mülheim-Kärlich, wahrscheinlich 16. Jahrhundert

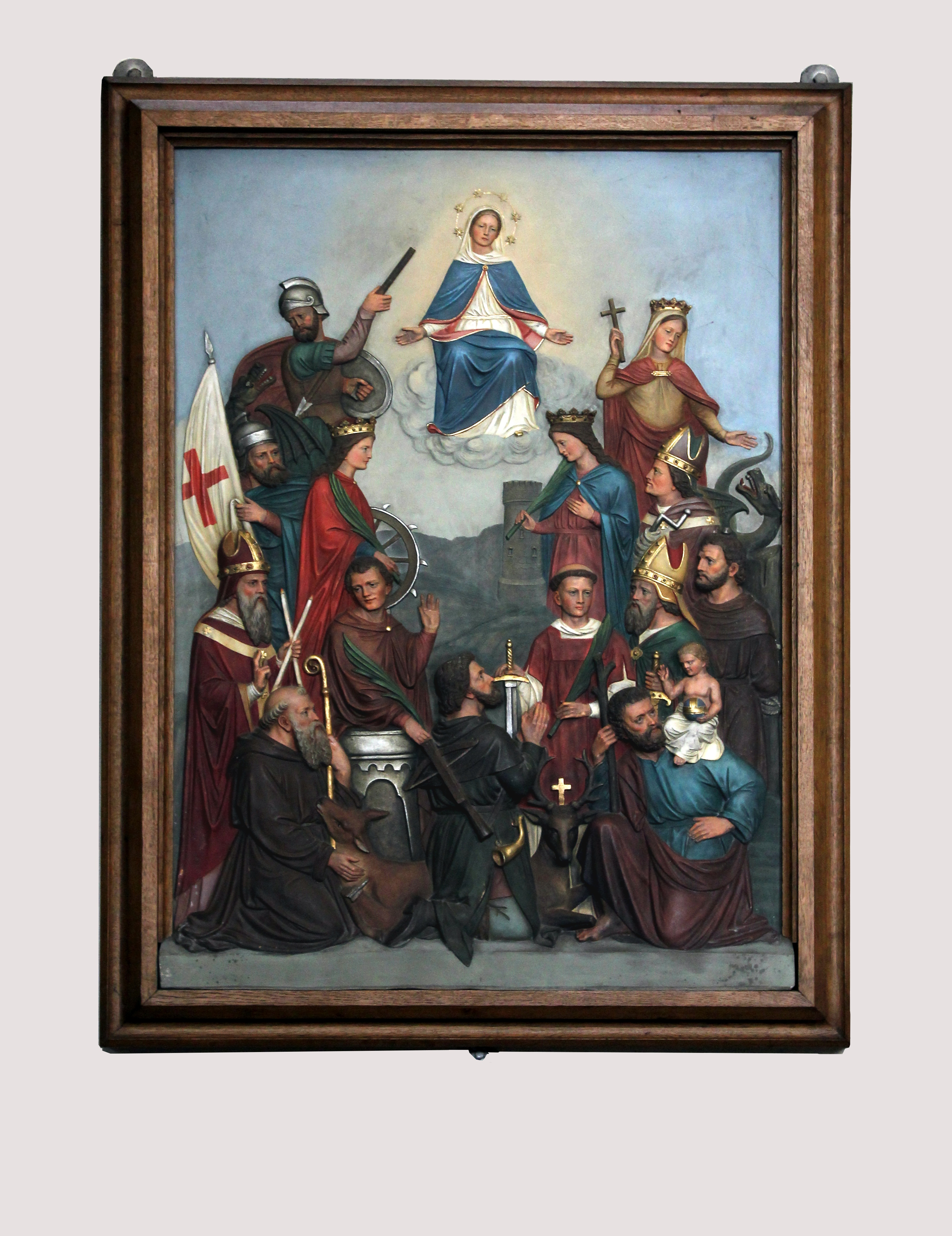
Maria und die 14 Nothelfer, Flachrelief in St. Remaclus, Waldorf

| drei Bischöfe und Märtyrer:          | Dionysius • Erasmus • Blasius   |
| drei Jungfrauen und Märtyrerinnen:   | Barbara • Margareta • Katharina |
| drei Ritter und Märtyrer:            | Georg • Achatius • Eustachius   |
| ein Arzt und Märtyrer:               | Pantaleon                       |
| ein Mönch:                           | Ägidius                         |
| ein Diakon und Märtyrer:             | Cyriacus                        |
| ein Knabe und Märtyrer:              | Vitus                           |
| ein Christuskindträger und Märtyrer: | Christophorus                   |

## Weitere Nothelfer
Regional abweichend werden einzelne der elf männlichen Nothelfer auch durch andere Heilige ersetzt:
- Rochus von Montpellier
- Nikolaus von Myra anstelle Erasmus
- Papst Sixtus II. statt Dionysius
- Hubertus von Lüttich
- Albertus Magnus
- Leonhard von Limoges für Ägidius

Außerdem rechnet man manchmal die vier heiligen Marschälle, dies sind der Kirchenvater Antonius der Große, Bischof Hubertus von Lüttich, Papst Cornelius und Quirinus von Neuss, zu den Nothelfern.
In der Basilika Vierzehnheiligen liegen Merkverse aus, in denen zusätzlich zu den vierzehn bekannten Nothelfern weitere Heilige aufgeführt sind, die in verschiedenen Nöten angerufen werden können:
- St. Apollonia, durch dein große Pein / wollst von Zahnweh uns befrein.
- St. Adelgundis, uns bewahr / vor Fieber, Krebs und Todsgefahr.
- Lasst uns St. Rochus rufen an, / vor Krankheit er uns hüten kann.
- St. Leonard, dein Tugend groß / von Band und Ketten mach uns los.
- St. Apollinaris Marter groß / von fallender Seuch mach uns los.
- St. Hubertus, dein Kraft ist bekannt, / halt uns bei Sinnen und Verstand.
- St. Quirin, der mit Glori blüht, / vor offnen Schäden uns behüt.
- St. Nikolaus der heilig Mann / zu Land und Wasser helfen kann.
- St. Quintin, heller Tugend Schein, / wollst von uns wenden Hauptespein.
- St. Swibert mit seim Bischofsstab / von uns groß Übel wendet ab.
- St. Libori, dein Gebet uns gieß, / den Stein zerreib, vertreib das Grieß.
- St. Domician, das Weh der Lenden / durch deine Bitt tu von uns wenden.
- St. Anton frommer Einsiedler, / vor bösem Brand sei unser Mittler.
- St. Sebastian mit deinem Pfeil, / von Pestilenz uns Kranke heil.
- St. Brigida, laß uns genesen / von Wunden, Aussatz und bösem Wesen.
- St. Magdalena, rett uns aus großer Noth, / bewahre uns vor jähem Tod.

In Franken wird die heilige Anna gegen Unwetter angerufen:
- Heilige St. Anna, schick ’s Gewitter vo’danna (fränkisch für: vondannen).

## Kirchen mit dem Patrozinium der vierzehn Nothelfer

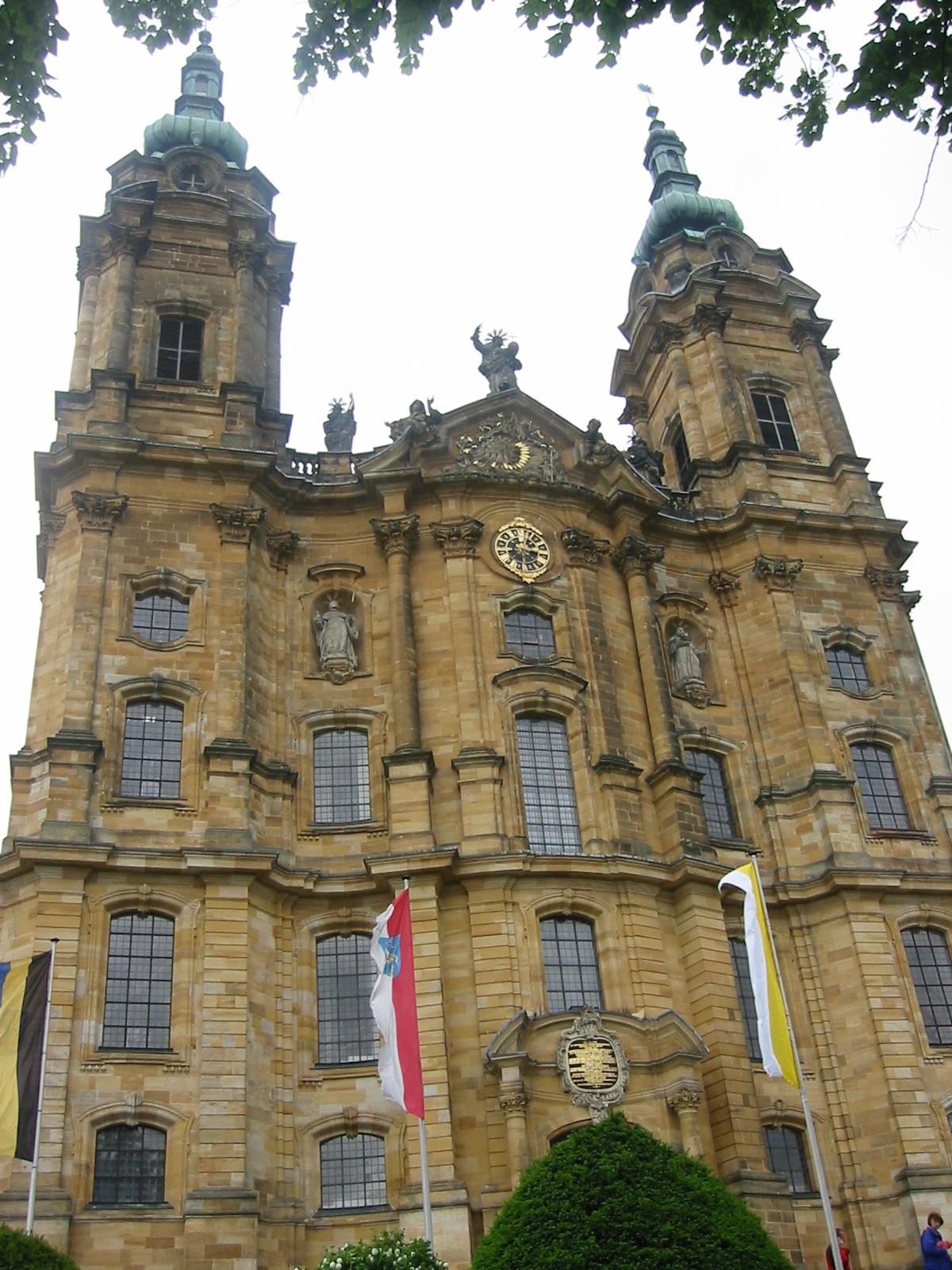
Die Basilika Vierzehnheiligen bei Bad Staffelstein

Kirchen mit dem Patrozinium aller vierzehn Nothelfer sind bzw. waren beispielsweise:
- die Wallfahrtskirche Maria, die Königin der Märtyrer und der vierzehn heiligen Nothelfer in Haßlach (bei Teuschnitz). Die Wallfahrtskirche feierte im Jahr 2003 ihren 275. Weihetag.
- die Basilika Vierzehnheiligen. Die berühmte Barockbasilika und Wallfahrtskirche bei Bad Staffelstein wurde von Balthasar Neumann 1742 für das Kloster Langheim geplant, er leitete auch ihren Bau. Dort wurde bereits kurz nach 1445 eine Wallfahrtskapelle errichtet. Der Sage nach waren in diesem Jahr einem Schäfer die vierzehn Nothelfer mit dem Jesuskind erschienen und hatten verlangt, dass für sie eine Kirche errichtet werden soll.
- die ehemalige Kahlehöhenkirche in Reichstädt, einem Stadtteil von Dippoldiswalde, 25 Kilometer südlich von Dresden im sächsischen Osterzgebirge gelegen. Die Kirche ist ein Beispiel für die weite Verbreitung der Nothelfer-Verehrung im deutschen Sprachraum. Sie wurde im Mittelalter errichtet und im Jahr 1872 abgerissen. Die Kahlehöhenkirche war vor der Reformation in ganz Sachsen als Nothelferkirche bekannt.
- die ehemalige Filialkirche zu den heiligen vierzehn Nothelfern in Rengen. Die Wallfahrtskapelle gibt es gesichert seit 1756. Vielleicht ging es damals aber nur um Veränderungen eines Baus, der am selben Ort bereits für 1570 bezeugt ist. Sie wurde 1903 abgerissen und an ihre Stelle trat 1904 die Filialkirche St. Kunibert. Diese beherbergt als Hinterlassenschaft ihrer Vorgängerin neben einem Holzaltar aus dem Beginn des 18. Jahrhunderts auch die Statuen der 14 Nothelfer, die im Jahre 1786 von dem Prümer Bildhauer Balthasar Büchel geschnitzt und anschließend von einem Mehrener Meister bemalt wurden.[5]
- die Pfarrkirche zu den heiligen vierzehn Nothelfern in Wien Lichtental, auch „Schubertkirche“ genannt. Die Grundsteinlegung war 1712, den vierzehn Nothelfern gewidmet wurde die Kirche im Jahr 1730. Das Hochaltarbild wurde von Franz Anton Zoller 1776 für die erweiterte Kirche geschaffen. Es stellt den Kreis der vierzehn Nothelfer dar, gekrönt von der Dreifaltigkeit mit Maria und der heiligen Anna. Darüber die Inschrift Laudate dominum in sanctis eius (nach der ökumen. Einheitsübersetzung: Lobt den Herrn in seinem Heiligtum), die ersten Worte des Psalms 150.
- die Vierzehn-Nothelfer-Kapelle in Mainz-Gonsenheim: Die Kapelle, die zur Pfarrei Sankt Stephan gehört, wurde 1729 aufgrund eines Gelübdes der Gonsenheimer im Gonsenheimer Wald erbaut. Die jetzige Bauform der Vierzehn-Nothelfer-Kapelle beruht auf der Neuerbauung im Jahr 1895. Die Kapelle liegt am Ende der Kapellenstraße am Rand des Gonsenheimer Waldes. In Hochaltar sind Statuen der 14 Nothelfer zu finden.[6]
- St. Maximin in Pachten wurde am Maximinfest 1974 auf das Patrozinium der heiligen Maximin von Trier und der heiligen vierzehn Nothelfer geweiht.
- Kapelle zu den 14 Nothelfern in Trier-Ruwer/Eitelsbach. Dreiseitig geschlossener Saalbau von 1850–52.

## Die vierzehn Nothelfer in Kunstwerken
(Beispiele)

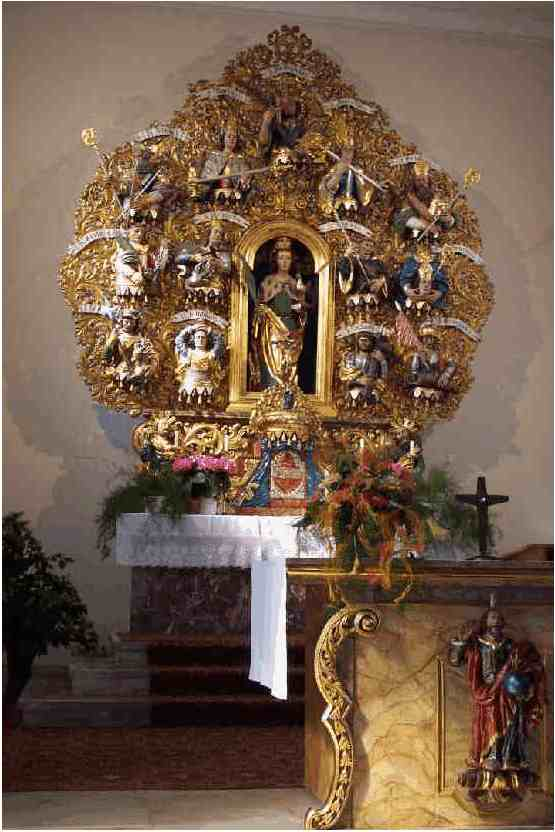
Der Vierzehn-Nothelfer-Altar in Thumsenreuth

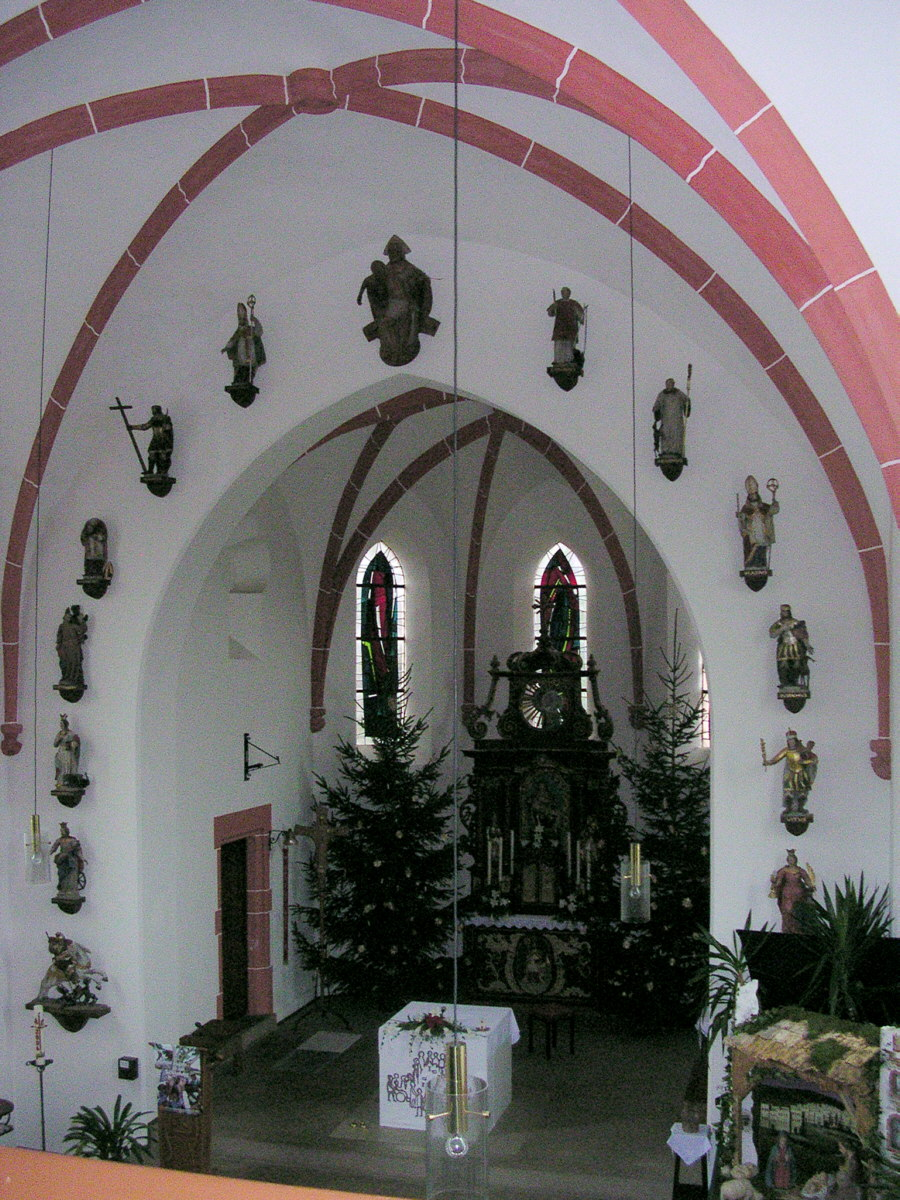
Filialkirche St. Kunibert in Rengen mit den von der Vorgängerkirche übernommenen Holzfiguren der 14 Nothelfer aus dem späten 18. Jahrhundert

- Auf einem fragmentarisch erhaltenen, um 1320 entstandenen Fresko im südlichen Seitenschiff der Dominikanerkirche St. Blasius in Regensburg scharen sich zehn Heilige um Christopherus. Das Wandbild ist die älteste bekannte bildliche Darstellung der Nothelfer.
- Der Gnadenaltar in Vierzehnheiligen[7]
- Das Altarretabel (Westerbuchberg) ist eine gotische Wandmalerei.
- Dorfkirche in Lindenhardt: Ein Flügelaltar zeigt auf den Außenseiten der beiden Flügel die 14 Nothelfer. Es ist das älteste erhaltene Gemälde von Mathias Grünewald.[8]
- Münster in Heilsbronn: Diese Kirche war lange Zeit Grablege der fränkischen Hohenzollern. Auf dem Sarkophag der Kurfürstin Anna († 1512) befinden sich die Figuren von achtzehn Heiligen, darunter die vierzehn Nothelfer, wobei statt Cyriakus der heilige Leonhard abgebildet ist.
- Sebastianskapelle in Darsberg: In der kleinen Sebastianskapelle oberhalb des Neckartals steht ein vierflügeliger Baldachinschrein aus der zweiten Hälfte des 15. Jahrhunderts von einem bisher unbekannten Schnitzer und Maler. Er enthält – eine ungeklärte Besonderheit – im Zentrum drei Frauenbildnisse: eine „liebliche“ Maria mit Kind und die beiden Nothelferinnen Katharina und Barbara. Möglicherweise ist die Erklärung der Stifterfamilie oder des Anlasses verlorengegangen. Kirchenpatron ist ein anderer Heiliger (Sebastian).
- St. Pantaleon in Unkel: St. Pantaleon ist ein romanischer Kirchenbau in Unkel am Rhein. Dort findet sich ein Steinrelief von 1714.
- Das Altarbild des 1725 geschaffenen Passionsaltars in Arnshausen ist ein Sandsteinrelief der 14 Nothelfer.
- Die Kapelle „Zum Heiligen Kreuz und der Vierzehn Nothelfer“, auch Stoffler Kapellchen, ist eine barocke Kapelle im Düsseldorfer Stadtteil Bilk. Sie gehört zur Pfarre St. Suitbertus. Der Vorläufer des Stoffler Kapellchens war ein Wallfahrtshäuschen, in dem ein Splitter des Heiligen Kreuzes aufbewahrt wurde und das 1650 in barocker Backsteinarchitektur errichtet worden war. Im Jahr 1734 ließ Kurfürst Carl Philipp das Häuschen zu einer kleinen Wallfahrtskapelle umbauen.
- Auf der Predella des von Simon Franck, einem Schüler Lucas Cranachs des Älteren geschaffenen Altars der Marktkirche Unser Lieben Frauen (Marienkirche) in Halle an der Saale sind die 14 Nothelfer inmitten von Maria und dem Jesuskind dargestellt.

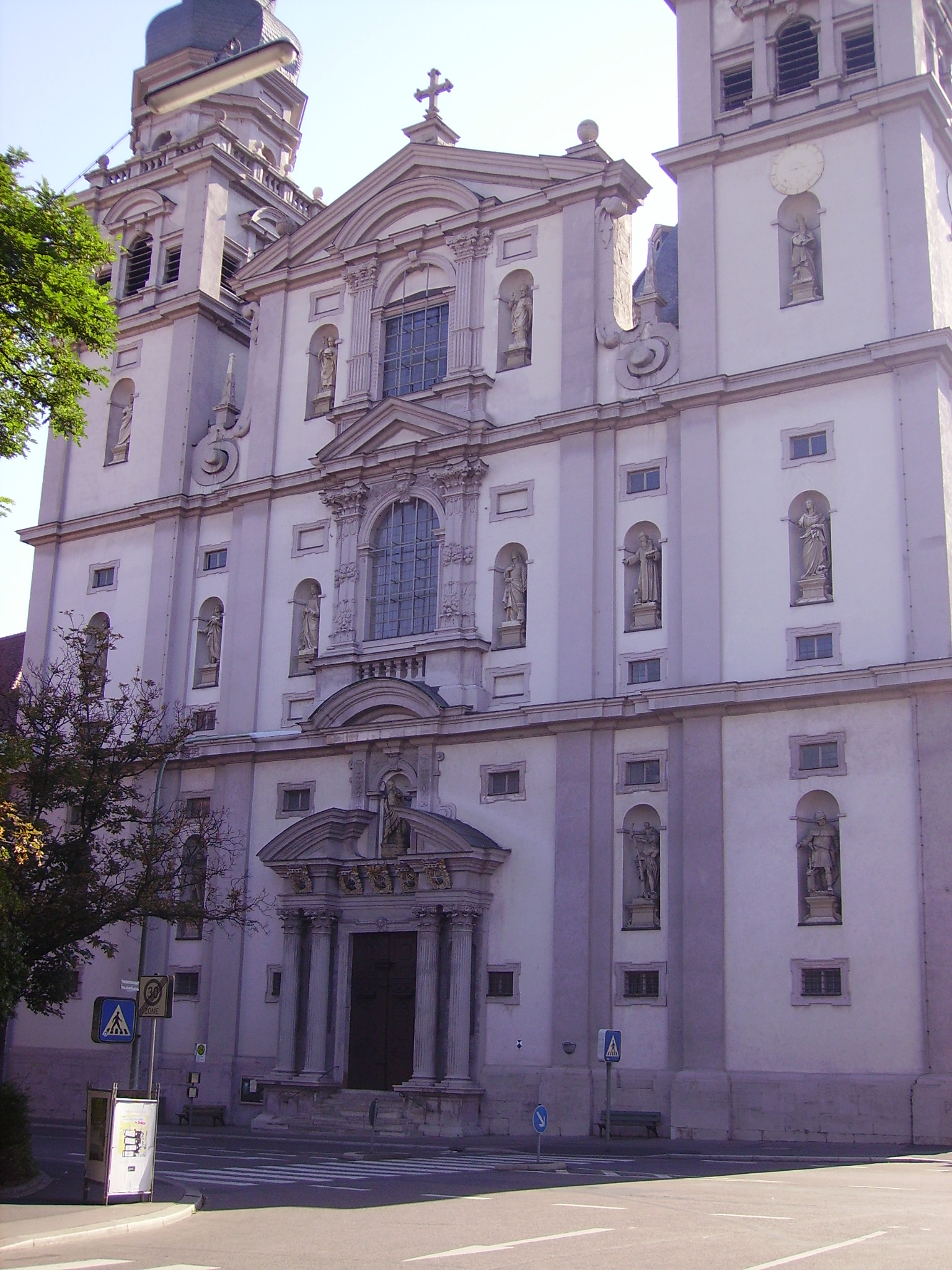
Die 14 Nothelfer an der Fassade von St. Johannes in Stift Haug, Würzburg

- An der Fassade des monumentalen Barockbaus der Kirche St. Johannes am Kollegiatstift Haug in Würzburg sind Skulpturen der 14 Nothelfer angebracht. Um die Mitte des 19. Jahrhunderts war die Pfarrkirche von Stift Haug Mittelpunkt eines Vierzehn-Heiligen-Vereins.[9]
- Die 14 Nothelfer wurden auch auf einer sogenannten Bildeiche bei Iphofen in Unterfranken verewigt. Die Wallfahrt der Iphöfer verlief am zwischen 300 und 450 Jahre alten Baum vorbei und die Menschen hielten am dort angebrachten Holzschild mit den Heiligen inne.
- Großes Altarbild (Öl) in der Kapelle zu den vierzehn Nothelfern in Trier-Ruwer/Eitelsbach mit der Darstellung der vierzehn Nothelfer, gestiftet 1768 von Henricus Ebenteurer, Kanonikus an der Stiftskirche zu Pfalzel; renoviert 1841.

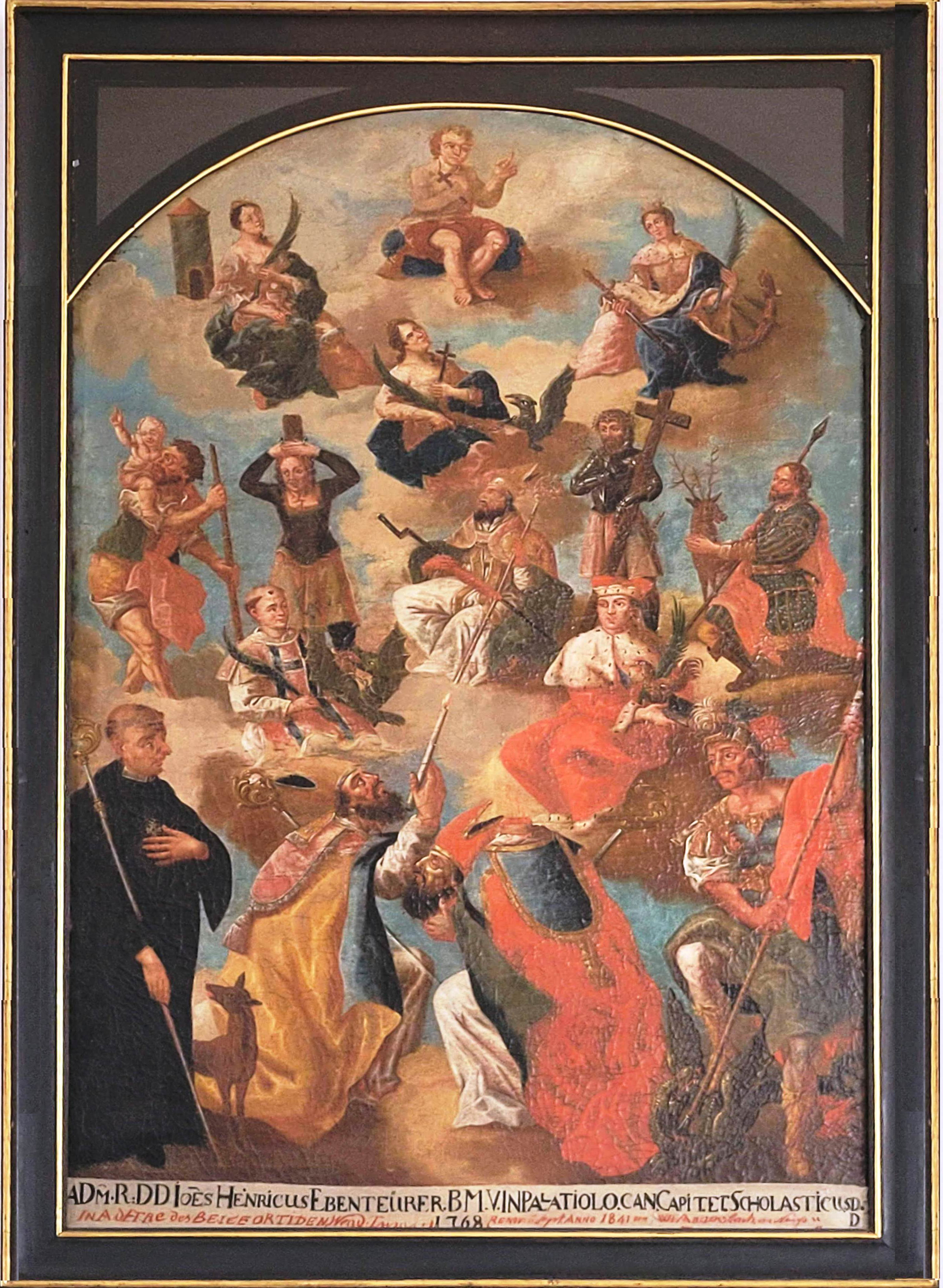
Altarbild mit Darstellung der vierzehn Nothelfer in der Kapelle zu den 14 Nothelfern in Trier-Ruwer/Eitelsbach

- Fresko mit Darstellung der 14 Nothelfer in der Kirche St. Vitus und Anna in Ettendorf (Traunstein)